# ユニセフ親善大使の一覧
ユニセフ親善大使の一覧（ユニセフしんぜんたいしのいちらん）は、ユニセフ親善大使 (UNICEF Goodwill ambassadors) の一覧。

## 歴史および任務の目的
ダニー・ケイが1954年に国連特使 (Ambassador-at-Large) に任命されたのが始まり。以後、他の世界の著名な俳優・歌手・スポーツ選手などがそれぞれ、ユニセフの国際親善大使・地域大使や各国内委員会大使に任命されて活動を始めるようになった。ユニセフ親善大使の任務の目的は、親善大使の才能や業績および知名度を生かして、ユニセフの支援活動に対する人々の関心を高めることである。マスメディアを通しての広報活動を中心に、紛争地域への訪問や政界への働きかけなどを主な活動内容としている。

## 国際大使
以下、（）内は任命された年。
- 黒柳徹子 [1] - 女優、司会者、タレント (1984)
- ハリー・ベラフォンテ [2] - 歌手、俳優 (1987)
- ナナ・ムスクーリ [3] - 歌手 (1993)
- ヴァネッサ・レッドグレイヴ [4] - 映画女優 (1995)
- ジュディ・コリンズ [5] - シンガーソングライター (1995)
- マキシム・ヴェンゲーロフ [6] - ヴァイオリニスト、指揮者 (1997)
- スーザン・サランドン [7] - 女優 (1999)
- ミア・ファロー [8] - 女優 (2000)
- セバスチャン・サルガド [9] - フォトジャーナリスト (2001)
- フェミ・クティ [10] - 歌手 (2002)
- アンジェリーク・キジョー [11] - シンガーソングライター (2002)
- ウーピー・ゴールドバーグ [12] - 女優、コメディアン、歌手 (2003)
- シャキーラ・メバラク [13] - シンガーソングライター (2003)
- リッキー・マーティン [14] - 歌手 (2003)
- ジャッキー・チェン [15] - 映画俳優 (2004)
- ダニー・グローヴァー [16] - 俳優 (2004)
- アミターブ・バッチャン [17] - 映画俳優 (2005)
- デビッド・ベッカム [18] - サッカー選手 (2005)
- ベルリン・フィルハーモニー管弦楽団 [19] - オーケストラ (2007)
- サイモン・ラトル [19] - 指揮者 (2007)
- チョン・ミョンフン [20] - ピアニスト、指揮者 (2008)
- マリア・グレギーナ（英語版） [21] - ソプラノ歌手 (2009)
- オーランド・ブルーム [22] - 俳優 (2009)
- リオネル・メッシ [23] - サッカー選手 (2010)
- 金妍兒 [24] - フィギュアスケート選手 (2010)
- リーアム・ニーソン [25] - 俳優 (2011)
- セリーナ・ウィリアムズ [26] - テニス選手 (2011)
- ケイティ・ペリー [27] - シンガーソングライター、ミュージシャン (2013)
- ノバク・ジョコビッチ [28] - テニス選手 (2015)
- プリヤンカー・チョープラー [29] - 女優、モデル (2016)
- マズーン・メレハン（英語版） [30] - シリア難民 (2017)
- リリー・シン [31] - YouTuber (2017)
- ミリー・ボビー・ブラウン [32] - 女優、モデル (2018)

### 過去の国際大使
- ダニー・ケイ [33] - 俳優、歌手、コメディアン (1954)
- ピーター・ユスティノフ [34]  - 俳優、脚本家、小説家 (1969)
- リチャード・アッテンボロー [35] - 映画監督、俳優 (1987)
- オードリー・ヘプバーン [36] -  映画女優 (1988)
- ユッスー・ンドゥール [37] - 歌手 (1991)
- ロジャー・ムーア [38] - 俳優 (1991)
- レオン・ライ [39] - 俳優、歌手(1994)
- ヨハン・オラフ・コス [40] - スピードスケート選手 (1994)
- ヴェンデラ・カーセボム（英語版） [41] - モデル、女優 (1996)
- ジョージ・ウェア [42] - 元サッカー選手、政治家 (1997)
- ジェシカ・ラング [43] - 女優 (2003)
- ラン・ラン [44] - ピアニスト (2004)
- ロジャー・フェデラー [45] - テニス選手 (2006)

## 地域大使

### 東アジア・太平洋地域大使
- 楊千嬅 [46] - 歌手 (2009)
- ミレワレシ・ナイラティカウ [46] - 元ミス南太平洋 (2011)
- 郭富城 [46] - 歌手、俳優 (2011)
- アグネス・チャン [46] - 歌手、テレビ司会者 (2016)
- ピタ・タウファトファ [46] - オリンピアン (2018)

### 東・南部アフリカ地域大使
- イヴォンヌ・チャカ・チャカ [46] - 歌手、実業家 (2005)
- ゾラ [46] - 歌手 (2006)
- ナルシス・ランドリアナリヴォニ [46] - ディスクジョッキー (2007)
- オリヴァー・ムトゥクジ [46] - ミュージシャン、実業家 (2011)

### フランス語圏地域大使
- パトリック・ポワーヴル・ダルヴォール [46] - ジャーナリスト、テレビキャスター、作家 (2007)

### ラテンアメリカ地域大使
- ディエゴ・トレス [46] - 歌手 (2006)
- ミゲル・レップ（スペイン語版） [46] - 画家、イラストレーター (2018)

### 中東・北アフリカ地域大使
- マームード・カビル [46] - 俳優 (2004)
- ナンシー・アジュラム [46] - 歌手 (2009)
- カーズィム・アッサーヒル [46] - 歌手 (2015)

### 南アジア地域大使
- サチン・テンドルカール [46] - クリケット選手 (2013)
- アーミル・カーン [46] - 映画俳優、プロデューサー (2014)

## 国内大使
ユニセフ国内委員会大使とも呼ばれる。ユニセフが任命するのではなく、各国のユニセフ国内委員会が任命し、それをユニセフが承認する。ユニセフ国内委員会は主に先進工業国にあり、募金活動や広報活動、アドボカシー活動を実施し、ユニセフの活動を支援している。これらの国の多くは第二次世界大戦後、ユニセフの支援を受けた国である。たとえば、日本におけるユニセフ国内委員会はユニセフ日本委員会（別名は日本ユニセフ協会）である。
以下、国名の五十音順、任命された年の古い順に記す。†は故人を表す。

### アイルランド
- ピアース・ブロスナン [47] - 俳優 (2001)
- キャシー・ケリー [47] - 作家 (2005)
- スティーヴン・レイ [47] - 俳優 (2005)
- ダスティン・ザ・ターキー [47] - エンターテイナー、テレビ司会者 (2009)
- ドナカ・オカラハン [47] - ラグビー選手 (2009)
- ジョー・カニング [47] - ハーリング選手 (2010)
- デルモット・エアリー [47] - ゲーリックフットボール選手 (2010)
- ローリー・マキロイ [47] - ゴルフ選手 (2011)

### アゼルバイジャン
- ティムール・ラジャボフ [47] - チェス選手 (2006)

### アフガニスタン
- ライース・アフマドザイ [47] - 元クリケット選手 (2011)

### アメリカ合衆国
- ローレンス・フィッシュバーン [47] - 俳優 (1996)
- サラ・ジェシカ・パーカー [47] - 女優 (1998)
- マーカス・サミュエルソン [47] - シェフ (2000)
- ティア・レオーニ [47] - 女優 (2001)
- アリッサ・ミラノ [47] - 女優 (2003)
- ルーシー・リュー [47] - 女優 (2005)
- デイル・ハドン [47] - モデル、女優 (2007)
- ジョエル・マッデン [47] - ミュージシャン (2008)
- セレーナ・ゴメス [47] - 女優 (2009)
- ヴァーン・イップ [47] - インテリアデザイナー (2010)
- アンジー・ハーモン [47] - 女優 (2013)
- タイソン・チャンドラー [47] - バスケットボール選手 (2013)
- P!NK [47] - シンガーソングライター (2015)

### アルジェリア
- マジード・ブーゲッラ [47] - サッカー選手 (2011)
- サリマ・ソウアクリ [47] - 元柔道選手 (2011)

### アルゼンチン
- フリアン・ウェイチ [47] - 俳優 (2000)
- マヌ・ジノビリ [47] - バスケットボール選手 (2007)
- ナタリア・オレイロ [47] - 女優、歌手 (2011)

### アルメニア
- アラ・レボニヤン [47] - 歌手 (2007)
- ヘンリク・ムヒタリアン [47] - サッカー選手 (2016)

### アンドラ
- アルバート・ロベラ [47] - ラリードライバー (2010)
- ジェラール・クラレ [47] - 音楽家 (2010)

### イギリス
- マンチェスター・ユナイテッドFC [47] - サッカークラブ (1999)
- ロビー・ウィリアムズ [47] - シンガーソングライター (2000)
- ジャマイマ・カーン [47] - 人道支援活動家 (2001)
- アンドリュー・オヘイガン [47] - 作家 (2001)
- マーティン・ベル [47] - ジャーナリスト (2001)
- アレックス・ファーガソン [47] - サッカー監督 (2002)
- トルーディ・スタイラー [47] - 映画プロデューサー、環境保護運動家、俳優 (2004)
- ポール・クラーク [47] - テレビ司会者 (2004)
- ユアン・マクレガー [47] - 俳優 (2004)
- エル・マクファーソン [47] - モデル、女優 (2005)
- ジェームズ・ネスビット [47] - 俳優 (2006)
- ライアン・ギグス [47] - サッカー選手 (2006)
- クラウディア・シファー [47] - モデル (2006)
- チャーリー・ブアマン [47] - 俳優、冒険家 (2008)
- デヴィッド・パットナム [47] - 映画プロデューサー (2009)
- ダンカン・バナタイン [47] - 企業家、実業家 (2009)
- マット・ドーソン [47] - スポーツタレント (2009)
- キャット・ディーリー [47] - テレビ司会者 (2009)
- エディー・イザード [47] - コメディアン、俳優 (2013)
- クリス・ホイ [47] - 自転車競技選手 (2013)
- マイケル・シーン [47] - 俳優 (2014)
- エマ・バントン [47] - ラジオ司会者 (2014)
- アンディ・マリー [47] - テニス選手 (2016)
- キーリー・ホーズ [47] - 女優 (2016)

### イスラエル
- デビッド・ブローザ [47] - 歌手 (2012)

### イタリア
- シモーナ・マルキーニ（イタリア語版、英語版） [47] - 女優 (1987)
- イタリア消防局（イタリア語版、英語版） [47] - 消防局 (1989)
- ロベルト・ボッレ [47] - バレエダンサー (1999)
- リノ・バンフィ [47] - 俳優 (2000)
- フランチェスコ・トッティ [47] - サッカー選手 (2003)
- デボラ・コンパニョーニ [47] - アルペンスキー選手 (2003)
- アントニアーノ児童合唱団（イタリア語版、英語版） [47] - 児童合唱団 (2003)
- マリオ・ポルフィート（イタリア語版） [47] - 俳優 (2004)
- マリア・ロザリア・オマッジョ（イタリア語版、英語版） [47] - 女優 (2005)
- ニキ・フランチスコ [47] - 青少年大使 (2006)
- パオラ・サルッツィ（イタリア語版） [47] - エンターテイナー (2006)
- アルベルト・アンジェラ（イタリア語版、英語版） [47] - 古生物学者、科学の普及者 (2011)
- アンジェラ・フィノッキアーロ（イタリア語版、英語版） [47] - 女優 (2012)
- ファビオ・ロヴァッツィ（イタリア語版、英語版） [47] - ミュージシャン (2022)

### イラク
- カーズィム・アッサーヒル [47] - 歌手 (2011)

### イラン
- マータブ・ケラマティ [47] - 映画女優 (2006)

### インド
- シャルミラ・タゴール [47] - 女優 (2005)
- プリヤンカー・チョープラー [47] - 女優 (2010)
- アーミル・カーン [47] - 俳優 (2011)

### インドネシア
- フェリー・サリム [47] - 俳優 (2004)

### ウルグアイ
- ディエゴ・フォルラン [47] - サッカー選手
- ナタリア・オレイロ [47] - 女優、歌手 (2011)

### エクアドル
- アントニオ・バレンシア [47] - サッカー選手 (2012)
- カーラ・カノラ [47] - 歌手 (2012)

### エジプト
- ハレド・アボル・ナガ [47] - 俳優 (2007)
- モナ・ザキ [47] - 女優 (2017)
- ドニア・サミール・ガーネム [47] - 女優、歌手 (2017)
- アハメド・ヘルミー [47] - 俳優 (2017)

### エストニア
- マーリヤ＝リース・イルス [47] - 歌手 (1999)
- エルキ・ノール [47] - 陸上競技選手 (1999)
- エリ・クラス [47] - 指揮者 (1999)
- エストニア・テレビジョン子供音楽スタジオ [47] - 児童合唱団 (2009)

### エチオピア
- アスター・アウェーケ [47] - 歌手 (2010)
- ハンナ・ゴデファ [47] - 学生、人道支援活動家 (2013)
- アベロン・メレセ [47] - ラッパー (2014)

### オーストラリア
- ケン・ドーン [47] - 芸術家 (1988)
- グレイグ・ピックヘイヴァーとジョン・ドイル [47] - お笑いコンビ (1993)
- ジミー・バーンズ [47] - 歌手 (2004)
- ジェフリー・ラッシュ [47] - 俳優 (2006)
- タラ・モス [47] - 作家、元モデル (2008)
- ザ・ウィグルス [47] - 音楽グループ (2008)
- モーリス・グライツマン [47] - 児童文学作家 (2011)
- ブレット・エマートン [47] - サッカー選手 (2012)
- キャリー・ビックモア [47] - テレビ司会者、ニュースキャスター (2012)
- スティーブン・ソロモン [47] - 陸上競技選手 (2013)
- アダム・リアウ [47] - マスターシェフ・オーストラリア2010優勝者、テレビ司会者、作家 (2013)
- カラン・マッコーリフ [47] - 俳優 (2013)

### オーストリア
- トーマス・ブレツィナ [47] - 童話作家 (1996)
- クリスティアーネ・ヘルビガー [47] - 女優 (2003)

### オランダ
- ポール・ヴァン・ヴリエット [47] - エンターテイナー (1992)
- モニク・ヴァン・デ・ヴェン [47] - 女優 (1996)
- シプケ・ヤン・ボセマ [47] - テレビ司会者 (2002)
- トレインチャ・オーステルハウス [47] - 歌手 (2004)
- ヨルゲン・レイマン [47] - コメディアン、エンターテイナー、作家 (2005)
- エドウィン・イーヴァース [47] - ラジオDJ (2005)
- レナート・フェルバーン [47] - テレビ司会者 (2010)
- クラウディア・デ・ブリージ [47] - コメディアン (2012)
- ラノミ・クロモウィジョジョ [47] - 競泳選手 (2013)
- クラース・ヴァン・クルイスタム [47] - テレビ司会者 (2017)

### ガーナ
- マルセル・デサイー [47] - サッカー選手 (2007)

### カナダ
- ヴェロニカ・テナント [47] - バレリーナ、作家、女優 (1992)
- スティーブ・バラカット [47] - ピアノ奏者、作曲家、音楽プロデューサー (2006)
- エレーナ・グロシェワ [47] - 体操選手 (2006)
- エリザベス・ダレール [47] - 元教師、人道支援活動家 (2007)
- ヤン・リシエツキ [47] - ピアノ奏者 (2008)
- ジョン・ンサビマナ [47] - 青少年擁護者 (2008)
- マリアトゥ・カマラ [47] - 青少年擁護者 (2008)
- ソランジュ・トゥイシム [47] - 元ミスカナダ・ギャラクシー (2010)
- バヤン・ヤムート [47] - 小学校教諭 (2011)
- カリーナ・ルブラン [47] - 女子サッカー選手 (2013)
- ザーラ・アルハラズィ [47] - 紛争地帯の女性・子供擁護者 (2016)

### カメルーン
- サミュエル・エトオ [47] - サッカー選手 (2017)

### 韓国
- アン・ソンギ [47] - 映画俳優 (1993)
- ファン・ビョンギ [47] - カヤグム奏者 (1996)
- チョン・ミョンファ [47] - チェロ奏者 (1999)
- キム・ミファ [47] - コメディエンヌ (1999)
- ソン・スボム [47] - 映画監督 (1999)
- イ・ビョンホン [47] - 俳優 (2003)
- ウォンビン [47] - 俳優 (2007)
- キム・レウォン [47] - 俳優 (2007)
- リチャード・ヨンジェ・オニール [47] - ヴィオラ奏者 (2008)
- イ・ボヨン [47] - 女優 (2008)
- シン・ギョンスク [47] - 作家 (2012)
- キム・ヘス [47] - 女優 (2012)
- チャン・サイク [47] - 歌手 (2015)
- チェ・シウォン [47] - 歌手、俳優 (2015)

### ガンビア
- ジャリバ・クヤテ [47] - ミュージシャン (2006)

### ギニアビサウ
- エネイダ・マルタ [47] - 歌手 (2013)
- チュマ・バリ [47] - 歌手 (2016)

### キプロス
- ナソス・クトリーデス [47] - 慈善活動家、実業家 (2012)

### キューバ
- エルナン・ロペス・ヌッサ [47] - ピアノ奏者 (1995)
- ラ・コルメニータ [47] - キューバ国立児童劇団 (2007)
- ラウル・パズ [47] - 音楽家 (2009)
- エキス・アルフォンソ [47] - ミュージシャン (2010)
- リッツ・アルフォンソ [47] - ダンサー、振付師 (2011)

### ギリシャ
- エレニ・アルヴェイレール [47] - 大学教授 (1991)

### クウェート
- スワーダ・アブドゥッラー [47] - 女優 (2002)

### クロアチア
- ズラタン・スティピシッチ・ジボーニ（英語版） [47] - シンガーソングライター (2003)
- ボヤナ・グリゴリック [47] - 女優、テレビ司会者 (2004)
- マーヤ・ヴチッチ [47] - ジャズ歌手 (2006)
- スラベン・ビリッチ [47] - 元サッカー選手、サッカー指導者 (2009)

### ケニア
- エフィ・オウワー [47] - 判事 (1997)

### コロンビア
- カルロス・ヴィヴェス、クラウディア・エレナ・ヴァスケス、エレナ・ヴィヴェス・ヴァスケス [47] - 歌手の一家 (2009)
- ニコレ・レグニエル [47] - 女子サッカー選手 (2014)
- サンティアゴ・アリアス [47] - サッカー選手 (2016)
- ペドロ・ルイス [47] - 造形美術家 (2016)
- ナタリア・ヘレス [47] - 女優 (2016)
- ナイロ・キンタナ [47] - 自転車競技選手 (2016)
- モニカ・ロドリゲス [47] - ニュースキャスター (2016)
- マルセラ・カルバハル [47] - 女優 (2016)
- カリン・ヒメネス [47] - モデル (2016)
- イヴァン・ラリンデ [47] - ニュースキャスター (2016)
- ジョアンナ・モラレス [47] - 女優 (2016)
- ダニエラ・アルバレス [47] - モデル、女優 (2016)
- カロリーナ・クルス [47] - 女優、実業家 (2016)
- ベルキ・アリサラ [47] - 女優 (2016)
- アイダ・モラレス [47] - 女優 (2016)
- アンドレス・セペダ [47] - 歌手、プロデューサー (2017)

### コンゴ民主共和国
- トレゾール・ルアルア [47] - サッカー選手 (2009)

### ジャマイカ
- シェリー＝アン・フレーザー＝プライス [47] - 陸上競技選手 (2010)

### ジョージア
- パータ・ブルチュラーゼ [47] - オペラ歌手 (2010)

### ジンバブエ
- プルーデンス・マペナ [47] - 歌手 (2011)

### スイス
- クルト・エッシュバッハー [47] - テレビ司会者 (2004)

### スウェーデン
- リル・リンドフォッシュ [47] - 歌手、女優 (1998)
- カイサ・ベリークヴィスト [47] - 陸上競技選手 (2005)
- エーヴァ・ローズ [47] - 女優 (2007)
- マーク・レヴェングッド [47] - 作家、テレビ司会者 (2008)
- ダーヴィド・ヘレニウス [47] - テレビ司会者 (2011)
- イェンニ・ストロームステッド [47] - ジャーナリスト、テレビ司会者 (2015)

### スーダン
- ナンシー・アジャジ [47] - 歌手 (2016)

### スペイン
- フアン・マヌエル・セラート [47] - 歌手 (1998)
- エミリオ・アラゴン "ミリキ" [47] - 歌手、道化師 (2000)
- イマノル・アリアス [47] - 俳優 (2000)
- ペリコ・デルガド [47] - 元自転車競技選手 (2000)
- アナ・ドゥアト [47] - 女優 (2000)
- テレサ・ヴィエホ [47] - ジャーナリスト (2000)
- エウセビオ・サクリスタン・メナ [47] - 元サッカー選手 (2002)
- パウ・ガソル [47] - バスケットボール選手 (2003)
- シルビア・アバスカル [47] - 女優 (2003)
- マリア・バーヨ [47] - オペラ歌手 (2004)
- フェルナンド・アロンソ [47] - F1レーサー (2005)
- ラファエル・ギホサ [47] - 元ハンドボール選手 (2005)
- ロス・ルニス [47] - マペットキャラクター (2005)
- セルヒオ・ラモス [47] - サッカー選手 (2014)
- ホセ・カルデロン [47] - バスケットボール選手 (2014)
- ダビッド・ビスバル [47] - 歌手 (2017)

### スロバキア
- カミラ・マガーロヴァー [47] - 女優 (1995)
- スタニスラフ・シュテプカ [47] - 俳優 (2001)
- マルティン "ピチョ" ラウシュ [47] - テレビ司会者、ミュージックエディター (2011)
- ヤロ・ベクル [47] - ダンサー、振付師 (2015)

### スロベニア
- ラド・レスコヴァル [47] - 歌手 (1998)
- マルコ・シメウノヴィッチ [47] - サッカー選手 (2002)
- ズラトコ・ザホヴィッチ [47] - サッカー選手 (2002)

### セルビア
- エミール・クストリッツァ [47] - 映画監督 (2002)
- アレクサンダー・ジョルジェビッチ [47] - バスケットボール選手 (2005)
- アナ・イバノビッチ [47] - テニス選手 (2007)
- エレナ・ヤンコビッチ [47] - テニス選手 (2007)
- ノバク・ジョコビッチ [47] - テニス選手 (2011)

### セントルシア
- タジ・ウィークス [47] - 歌手 (2013)

### タイ
- アナン・パンヤーラチュン [47] - 元首相 (1996)

### チェコ
- パトリク・エリアーシュ [47] - アイスホッケー選手 (2006)
- ミハル・ビーベグ [47] - 作家 (2011)
- イーティカ・チヴァンチャロヴァ [47] - 女優 (2015)

### チャド
- チュマ・バリ [47] - 歌手 (2016)

### 中国
- 楊瀾 [47] - ジャーナリスト、企業家 (2010)
- 張曼玉 [47] - 映画女優 (2010)
- 陳坤 [47] - 俳優、歌手 (2012)
- 王源 [48] - シンガーソングライター、俳優 (2018)

### チリ
- イバン・サモラーノ [47] - サッカー選手 (1998)
- ベンハミン・ビクーニャ [47] - 俳優 (2008)

### デンマーク
- ビルテ・ケーア [47] - 歌手
- ルーン・クラン [47] - コメディアン
- メックペック [47] - 歌手
- セバスチャン・ドーセット [47] - コメディアン
- アンダース・W・ベアテルセン [47] - 俳優
- キャロライン・ヘンダーソン [47] - 歌手
- トリーヌ・ディルホム [47] - 女優
- ピーター・フロディン [47] - 俳優
- バッバー [47] - 編集者、タレント
- クルト・フレミング "ピエロ" [47] - エンターテイナー
- スケーア [47] - タレント (2016)
- ソフィ・オステルガールト [47] - ダンサー、テレビ司会者 (2017)

### ドイツ
- ザビーネ・クリスティアンゼン [47] - ジャーナリスト、テレビ司会者 (1997)
- エヴァ・パドバーグ [47] - モデル、シンガーソングライター (2012)
- ニーナ・ルーゲ [47] - テレビ司会者 (2012)
- ダーク・ノヴィツキー [47] - バスケットボール選手 (2013)
- アレクサンダー・ゲルスト [47] - 宇宙飛行士 (2014)
- マッツ・フンメルス [47] - サッカー選手 (2017)

### ドミニカ共和国
- ハトナ・タバレス [47] - テレビ司会者 (2010)

### トルコ
- フェルハン＆フェルザン・オンダー [47] - ピアノ奏者 (2003)
- ギュルスィン・オナイ [47] - ピアノ奏者 (2003)
- タイフン・タリポール [47] - ジャーナリスト、作家 (2006)
- ミュジダット・ゲゼン [47] - 俳優、作家 (2007)
- アイセ・クリン [47] - 小説家 (2007)
- ユルドゥス・ケンテシュ [47] - 女優 (2007)
- イブラヒム・クットゥルアイ [47] - 元バスケットボール選手 (2008)
- トゥルキャン・ショライ [47] - 女優 (2009)
- クヴァンチ・タトゥルトゥー [47] - 俳優 (2011)
- トゥバ・ビュユクウストゥン [47] - 女優 (2014)

### ナイジェリア
- ヌワンコ・カヌ [47] - サッカー選手 (2005)

### ナミビア
- アグネス・サマリア [47] - 陸上競技選手 (2005)
- フランク・フレデリクス [47] - 陸上競技選手 (2005)

### ニジェール
- アブドゥル・ラザク・イスフ・アルファガ [47] - テコンドー選手

### 日本
- 日野原重明† [47] - 医師、作家 (2007)
- 長谷部誠 [47] - サッカー選手 (2016)

### ニュージーランド
- ロジャー・ホール [47] - 脚本家
- マイク・ロバーツ [47] - ジャーナリスト
- ガレス・モーガンとジョー・モーガン [47] (2007)

### ネパール
- アニ・チョイン・ドルマ [47] - 尼僧、マントラ歌手 (2014)

### ノルウェー
- オーレ・グンナー・スールシャール [47] - サッカー選手 (2001)
- シセル・シルシェブー [47] - 歌手 (2005)
- チェーティル・アンドレ・オーモット [47] - アルペンスキー選手 (2007)

### パキスタン
- ファイサル・カパディアとビラル・マクスード（ストリングス） [47] - ロックバンド (2005)

### バヌアツ
- バヌアツ女子ビーチバレーボールチーム [47] - ビーチバレーボール代表チーム (2015)

### パラグアイ
- メンチ・バリオカナル [47] - ジャーナリスト、エンターテイナー、歌手 (2005)

### ハンガリー
- トース・クリスティナ [47] - 作家、コラムニスト、ジャーナリスト (2014)

### バングラデシュ
- シャキバル・ハッサン [47] - クリケット選手 (2013)
- ジュエル・アイチ [47] - マジシャン (2013)
- モウシュミ [47] - 女優 (2013)

### フィジー
- クリシュニアー・セン [47] - 活動家、情報通信技術支援者 (2014)

### フィリピン
- ガリー・バレンシアーノ [47] - 歌手 (1997)
- ダフネ・オセーニャ＝パエス [47] - テレビ司会者 (2010)
- アン・カーティス [47] - 女優、テレビ司会者 (2015)

### フィンランド
- エイヤ・アハヴォ [47] - 女優、歌手 (1986)
- スサンナ・ハーヴィスト [47] - 女優、歌手 (1986)
- カトリ・ヘレナ [47] - 歌手 (1990)
- ヨルマ・ウオティネン [47] - ダンサー、振付師 (1993)
- エイヤ・ヴィルパス [47] - 女優 (1993)
- アンナ・ハンスキィ [47] - 歌手 (1993)
- イーロ・ランタラ [47] - 音楽家 (1993)
- ユーハ・ローッカネン [47] - 人形使い (1994)
- ミカエル "ミッケ" レイストレム [47] - 俳優、ジャグラー (1996)
- エップ・ヌオティオ [47] - 女優、作家 (2002)
- ユルキィ・リンナンキヴィ [47] - ミュージシャン (2005)
- イーナ・クーストネン [47] - 女優 (2012)

### ブラジル
- ヘナート・アラガォン [47] - 俳優 (1991)
- ダニエラ・メルクリ [47] - 歌手 (1995)
- モニカ [47] - 漫画『モニカと仲間たち』のキャラクター (2007)
- マウリシオ・デ・ソウザ [47] - 漫画家。代表作『モニカと仲間たち』 (2007)
- フェリペ・マッサ [47] - F1レーサー (2007)
- ラザロ・ラモス [47] - 俳優 (2009)

### フランス
- ベルナール・ラマ [47] - サッカー選手 (2004)
- フランス放送フィルハーモニー管弦楽団 [47] - オーケストラ (2007)
- ジャン・ヴァン・デ・ヴェルデ [47] - ゴルフ選手 (2012)
- オキシモ・プッチーノ [47] - ラップ歌手 (2012)
- トマ・ペスケ [47] - 宇宙飛行士
- レティシア・カスタ [47] - モデル、女優 (2016)

### ブルガリア
- アニ・サリーチ [47] - ニュースキャスター、ジャーナリスト (2006)
- ウラジーミル・アンポフ（グラファ） [47] - 歌手、プロデューサー (2014)

### ベトナム
- ヴ・グエン・ハ・アイン [47] - モデル (2010)
- グエン・スアン・バック [47] - 俳優 (2012)

### ベナン
- ゼイナブ・バビブ [47] - 歌手 (2007)

### ベネズエラ
- ベネズエラの児童及び青少年オーケストラの国民的システムのための国家財団 [47] - 政府組織 (2004)
- オマー・ビスケル [47] - 野球選手 (2008)
- エドガー・ラミレス [47] - 俳優 (2010)
- アレハンドロ・カニサレス [47] - ジャーナリスト (2011)

### ベラルーシ
- マックス・ミルヌイ [47] - テニス選手 (2011)
- ウラジーミル・ポガチ [47] - ミュージシャン (2014)

### ペルー
- ジャン・マルコ・シグナゴ [47] - 歌手 (2006)
- ディナ・パウカル [47] -歌手 (2008)
- ガストン・アクリオ [47] - シェフ (2009)
- モニカ・サンチェス [47] - 女優 (2011)

### ベルギー
- ヘルムート・ロッティ [47] - 歌手 (1997)
- アクセル・レッド [47] - 歌手 (1998)
- タティアナ・シルヴァ [47] - 元ミスベルギー、天気キャスター (2014)
- トム・ワイズ [47] - テレビ司会者、俳優 (2014)
- ナフィサトゥ・ティアム - 陸上競技・七種競技選手（2017）[49]

### ポーランド
- マイカ・イェジョウスカ [47] - 歌手 (2003)
- マウゴジャータ・フォレムニャック [47] - 女優 (2006)
- ナタリア・ククルスカ [47] - 歌手 (2006)
- アルトゥル・ジミイェフスキ [47] - 俳優 (2007)
- マグダレーナ・ルシチュカ [47] - 女優 (2010)
- ロベルト・レヴァンドフスキ [47] - サッカー選手 (2014)
- ロベルト・コジェニョフスキ [47] - 元陸上競技選手 (2017)

### ボスニア・ヘルツェゴビナ
- エディン・ジェコ [47] - サッカー選手 (2009)

### ボリビア
- フアン・カルロス "チャボ" サルヴァティエラ [47] - モーターサイクル選手 (2014)

### ポルトガル
- ペドロ・コウセイロ [47] - レーシングドライバー (1995)
- ルイス・フィーゴ [47] - サッカー選手 (2003)
- マリーザ [47] - ファド歌手 (2005)

### 香港
- 陳曉東 [47] - 歌手 (2002)
- 梁詠琪 [47] - 歌手、女優 (2002)
- 楊采妮 [47] - 歌手、女優 (2004)
- 莫文蔚 [47] - 歌手、女優 (2004)
- 黄暁明 [47] - 俳優、歌手 (2009)
- 孫耀威 [47] - 俳優 (2009)
- 黃金寶 [47] - 自転車競技選手 (2011)
- 李垂誼 [47] - チェロ奏者 (2012)
- 李慧詩 [47] - 自転車競技選手 (2013)
- 郭晶晶 [47] - ダイバー (2014)
- 黃修平 [47] - 映画監督 (2017)

### マリ
- アビブ・コワテ [47] - ミュージシャン (2010)

### マレーシア
- ウピンとイピン [47] - アニメのキャラクター (2013)
- リサ・スリハニ [47] - 女優 (2017)

### 南アフリカ共和国
- クイントン・フォーチュン [47] - サッカー選手 (2004)
- ギャビン・ラジャ [47] - 高級服飾デザイナー (2007)

### メキシコ
- セザール・コスタ [47] - 俳優、歌手、テレビ司会者 (2004)
- フリエッタ・ベネガス [47] - シンガーソングライター (2009)
- ハビエル・エルナンデス [47] - サッカー選手 (2012)
- ヨランダ・アンドラーデ [47] - 女優、プロデューサー、テレビ司会者 (2014)
- タリア [47] - 歌手、企業家、女優 (2014)

### モロッコ
- ハナン・エル・ファディリ [47] - 女優 (2010)

### モンゴル
- トゥムル・アリウナ [47] - 歌手 (2001)
- ドルゴルスレン・ダグワドルジ [47] - 元大相撲力士、実業家 (2003)

### モンテネグロ
- アントニイェ・プシッチ（ランボー・アマデウス） [47] - 歌手 (2006)

### ラトビア
- マリヤ・ナウモヴァ [47] - 歌手 (2005)

### リトアニア
- ジュリアン・ラクリン [47] - ヴァイオリン奏者 (2010)

### ルーマニア
- アンドレア・マリン・バニカ [47] - ジャーナリスト、プロデューサー (2006)
- ゲオルゲ・ハジ [47] - 元サッカー選手、サッカー指導者 (2008)
- アンドレイ・ティベーリュ・マリア（スマイリー） [47] - 歌手 (2013)
- ホリア・テカウ [47] - テニス選手 (2017)

### ルクセンブルク
- リズ・メイ [47] - トライアスロン選手 (2010)